# Max von Pufendorf

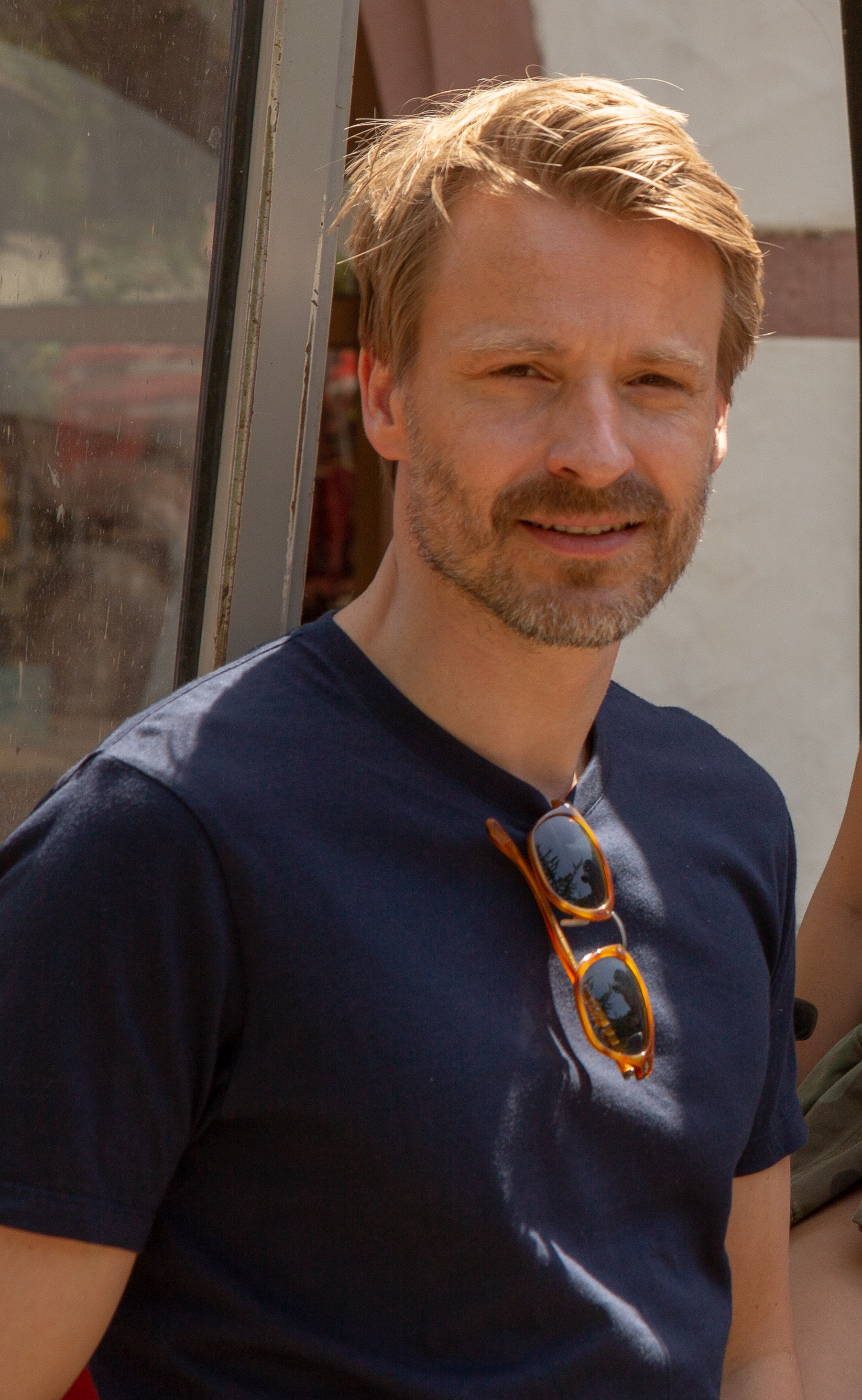
Max von Pufendorf (2018)

Maximilian „Max“ von Pufendorf (* 1976 in Hilden) ist ein deutscher Theater- und Filmschauspieler.

## Leben
Max von Pufendorf ist ein Nachfahre Samuel von Pufendorfs und der Sohn Lutz von Pufendorfs, eines ehemaligen Kulturstaatssekretärs in Berlin. Er absolvierte sein Schauspielstudium an der Hochschule für Schauspielkunst „Ernst Busch“ Berlin. Von 1999 bis 2001 hatte er am Residenztheater München sein erstes Engagement, wo er unter anderem unter Hans Neuenfels und Thirza Bruncken arbeitete.
Im Maxim-Gorki-Theater Berlin spielte er in Xavier Durringers Schnitt ins Fleisch (Regie: Stefan Otteni) und am Hans Otto Theater, Potsdam in Die Räuber unter der Regie von Piet Drescher. Am Deutschen Theater Berlin war er im Shakespeare-Stück Titus Andronicus in der Regie von Hans Neuenfels mit Elisabeth Trissenaar, Hans-Michael Rehberg und Ingo Hülsmann zu sehen. Für die Inszenierung von Ein Sommernachtstraum am Deutschen Theater Berlin arbeitete von Pufendorf unter der Regie von Jürgen Gosch.
Sein Kinodebüt gab Max von Pufendorf 1999 in Buddy Giovinazzos Neo-Noir-Thriller The Unscarred (Jeder stirbt) neben Heino Ferch. Beide spielten die Rolle des Johann in unterschiedlichen Altersstufen. Im Jahr 2000 gehörte er neben Dagmar Manzel, Robert Stadlober und Tom Schilling zum Personal des Coming-of-Age-Filmdramas Crazy, das von der schwierigen Situation des behinderten Jugendlichen Benjamin erzählt, der von den Eltern getrennt in einem Internat erwachsen wird. 2003 verkörperte er im Kurzfilm Franny and Zooey unter der Regie von Robin von Hardenberg nach dem gleichnamigen Roman von J.D. Salinger die Rolle des Zooey.
Erste Fernsehrollen spielte Max von Pufendorf in Episoden der Serien Tatort (2003, 2004), Polizeiruf 110 (2005) und Ein Fall für zwei (2006). In der viel beachteten Neufassung von Der Fall Vera Brühne sah man ihn 2001 neben Corinna Harfouch, Hans-Werner Meyer, Ulrich Noethen, Hanns Zischler und Michael Degen in der Rolle des Boulevardzeitungsreporters Karsten Meyer. 2006 übernahm er in dem Kriegsfilm Mörderischer Frieden neben Max Riemelt die Rolle des Hauptmann Carsten Benedikt. Der Film erzählt die Geschichte der jungen Bundeswehrsoldaten Tom und Charly, die mit ihrer KFOR-Friedenstruppe im Kosovo stationiert sind.
2006 verkörperte Max von Pufendorf die Figur des depressiven Julian in Jo Baiers Das letzte Stück Himmel. 2008 gehörte er in der Rolle des René Maria von Trotha neben Armin Mueller-Stahl, Justus von Dohnányi, Sunnyi Melles, Iris Berben und August Diehl zur Besetzung der neuen Buddenbrooks-Verfilmung unter der Regie von Heinrich Breloer. 2012 übernahm er die Hauptrolle neben Stefanie Stappenbeck in der Sat.1-Arztserie Auf Herz und Nieren. 
Von Pufendorf ist Mitglied der Deutschen Filmakademie.
Er ist verheiratet und lebt mit seiner Familie in Berlin.

## Werkliste

### Theater
- 1998: Maxim Gorki Theater Berlin: Schnitt ins Fleisch
- 1999: Hans Otto Theater Potsdam: Die Räuber
- 2000: Residenztheater München: Frau Schlemihl und ihre Schatten; Der tollste Tag; Ein Volksfeind
- 2001–2007: Deutsches Theater Berlin: Der Leutnant von Inishmore (Regie: J. Jochymski); Titus Andronicus; Was ihr wollt (Regie: S.V. Holm); Dr. Caligari (Regie: Robert Wilson); True Love (Regie: M. Kloepfer); Die Großherzogin von Gerolstein (Regie: Th. Schulte-Michel); Komödie der Verführung (Regie: S. Kimmig); Ein Sommernachtstraum

### Film

#### Kino
- 1998: Nicht auf den Mund
- 1999: Die Farbe des Himmels
- 1999: The Unscarred
- 2000: Crazy
- 2003: Franny and Zoë
- 2005: Goldjunge
- 2006: Snipers Valley – Mörderischer Frieden
- 2008: Buddenbrooks
- 2009: Waffenstillstand
- 2012: Offroad

#### Fernsehen
- 1998: Die Mörderin
- 1998: Praxis Bülowbogen
- 1999: Gemini
- 2000: Brennendes Schweigen
- 2001: Der Fall Vera Brühne
- 2001: Doppelter Einsatz – Im Visier der Bestie
- 2002: Verdammt verliebt
- 2003: Bella Block: Hinter den Spiegeln
- 2003–2016 Tatort
  - 2003: Dreimal schwarzer Kater
  - 2004: Heimspiel
  - 2004: Nicht jugendfrei
  - 2011: Unter Druck
  - 2016: Ein Fuß kommt selten allein
- 2004: Wilsberg – Tödliche Freundschaft
- 2004: Endloser Horizont
- 2005: Hilfe, die Familie kommt
- 2005: Heute fängt mein Leben an
- 2005: Polizeiruf 110
  - 2005: Mit anderen Augen
  - 2005: Schneewittchen
- 2005: Durch Liebe erlöst – Das Geheimnis des roten Hauses
- 2006: Ein Fall für zwei – Blutige Liebesgrüsse
- 2006: Arme Millionäre – Müll oder Frieden
- 2007: Der Mann im Heuhaufen
- 2007: Das letzte Stück Himmel
- 2008: Freiwild. Ein Würzburg-Krimi
- 2009: Crashpoint – 90 Minuten bis zum Absturz
- 2009: Killerjagd. Töte mich, wenn du kannst
- 2010: Killerjagd. Schrei, wenn du dich traust
- 2010: Utta Danella – Eine Nonne zum Verlieben
- 2010: Zurück zum Glück
- 2011: Tod am Engelstein
- 2011: Am Ende die Hoffnung
- 2011: Unter anderen Umständen: Spiel mit dem Feuer
- 2012: Die letzte Spur – Reifeprüfung
- 2012: Auf Herz und Nieren
- 2012: Rommel
- 2013: Der Tote im Watt
- 2013: Die Frau in mir
- 2013: Zur Sache, Macho!
- 2014: Mit Burnout durch den Wald
- 2014: Der Fall Bruckner
- 2014: Die Seelen im Feuer
- 2015: Letzte Spur Berlin (mehrere Folgen)
- 2015: SOKO Köln – Schatten am Fenster
- 2015: Familie verpflichtet
- 2016: Das Mädchen aus dem Totenmoor
- 2016: Die Chefin – Geiselnahme
- 2017: Der Lehrer – Ist es der Jagdtrieb, weil Säbelzahntiger ausgestorben sind
- 2017: Der Alte – Stummer Zeuge
- 2017: Frühling – Nichts gegen Papa
- 2017: August in Berlin
- 2017: Rewind – Die zweite Chance
- 2017: Bettys Diagnose
  - Hand in Hand
  - Unter Strom
- 2018, 2025: SOKO Leipzig – Aus Liebe, Sunny
- 2018: Inspektor Jury – Der Tod des Harlekins
- 2018: Ein starkes Team – Tod einer Studentin
- 2018–2019: Weingut Wader (Fernsehreihe)
- 2019: Charité
- 2019: Lautlose Tropfen (Fernsehfilm)
- 2019: Flucht durchs Höllental (Fernsehfilm)
- 2020: Weihnachtstöchter (Fernsehfilm)
- 2020: Die Kanzlei (Fernsehserie, 2 Folgen)
- 2021: Der Zürich-Krimi: Borchert und der eisige Tod (Fernsehreihe)
- 2021: Der Flensburg-Krimi: Der Tote am Strand
- 2021: Gefährliche Wahrheit (Drama, ZDF/arte; Regie: Jens Wischnewski)
- 2021: Wenn das fünfte Lichtlein brennt
- 2022: Der Feind meines Feindes (Fernsehfilm)
- 2022–2023: Wendehammer (Fernsehserie, 12 Episoden)
- 2023: Mordach – Tod in den Bergen
- 2024: Das Quartett: Patient Nr.13 (Fernsehserie)

### Hörbuch/Hörspiel (Auswahl)
- 2006: Tom Wolf: Königsblau. Mord nach jeder Fasson. Ein PreußenHörKrimi – Regie: Barbara Plensat (Hörspiel – DLR)
- 2006: Gotthold Ephraim Lessing: Emilia Galotti – Regie: Leonhard Koppelmann (Hörspiel – SWR)
- 2006: Saša Stanišić: Wie der Soldat das Grammofon repariert – Regie: Leonhard Koppelmann (Hörspiel – BR)
- 2006: Mariannick Bellot: Weg ins Leben – Regie: Stefanie Horster (Hörspiel – DLR)
- 2008: Cédric Prévost: Liebesschwindel – Regie: Petra Feldhoff (Hörspiel – WDR)
- 2009: Jean-Claude Kuner: Ich muss auf einen Sprung weg – Regie: Jean-Claude Kuner (Hörspiel – DLR)
- 2012: James Joyce: UlyssesUlysses – Regie: Klaus Buhlert (Hörspiel – SWR/DLR)
- 2013: Henri Alain-Fournier: Der große Meaulnes – Regie: Leonhard Koppelmann (Hörspiel – DLR)
- 2015: Tim Staffel, Martin Ganteföhr, Achim Fell: 39 (nach Hitchcock) – Regie: Martin Zylka (Hörspiel – WDR)[4]
- 2015: Jenny Reinhardt: Der Elch ist schuld – Regie: Christine Nagel (Kinderhörspiel – DLR)
- 2016: Honoré de Balzac: Eugénie Grandet – Regie: Marguerite Gateau (Hörspiel – DLR)
- 2017: Thomas Melle: Bilder von uns – Regie: Steffen Moratz (Hörspiel – DLR/NDR)
- 2018: Leon de Winter: Geronimo – Regie: Christiane Ohaus (Hörspiel – NDR)
- 2018: Hilary Mantel: Brüder – Regie: Walter Adler (Hörspielserie in 26 Teilen – WDR)[5]
- 2019: Erich Maria Remarque: Die Nacht von Lissabon – Regie: Silke Hildebrandt (Hörspielserie in 4 Teilen – Radio Bremen/WDR)
- 2020: Thomas Pynchon: Die Enden der Parabel / Gravity's Rainbow – Regie: Klaus Buhlert (Hörspiel – SWR/DLR)
- 2021: George Orwell: 1984 – Regie: Klaus Buhlert (Hörspiel – BR/DLR)[6]
- 2023: Gesine Schmidt: Digital Afterlife. Für immer und dich – Regie: Jörg Schlüter (Hörspiel – WDR)[7]